# Jeritasardakan
Jeritasardakan (orm. Երիտասարդական, pol. Młodzież) – stacja metra w Erywaniu, należąca do najstarszego odcinka linii, oddanego do użytku w marcu 1981 roku. Stację wyróżnia oryginalna architektura części nadziemnej, w której dominuje wielka, betonowa rura. 

## Galeria

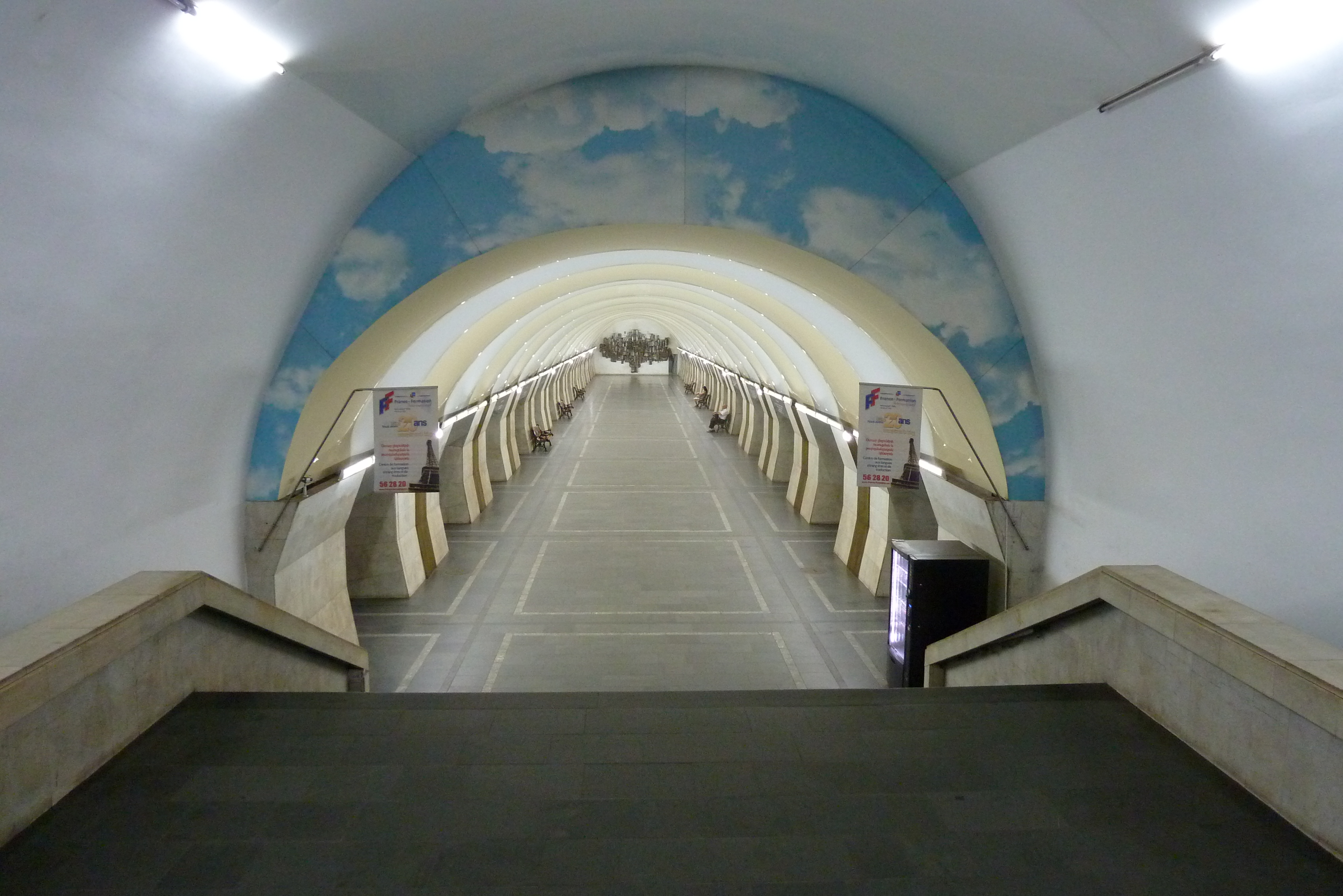
Wnętrze stacji
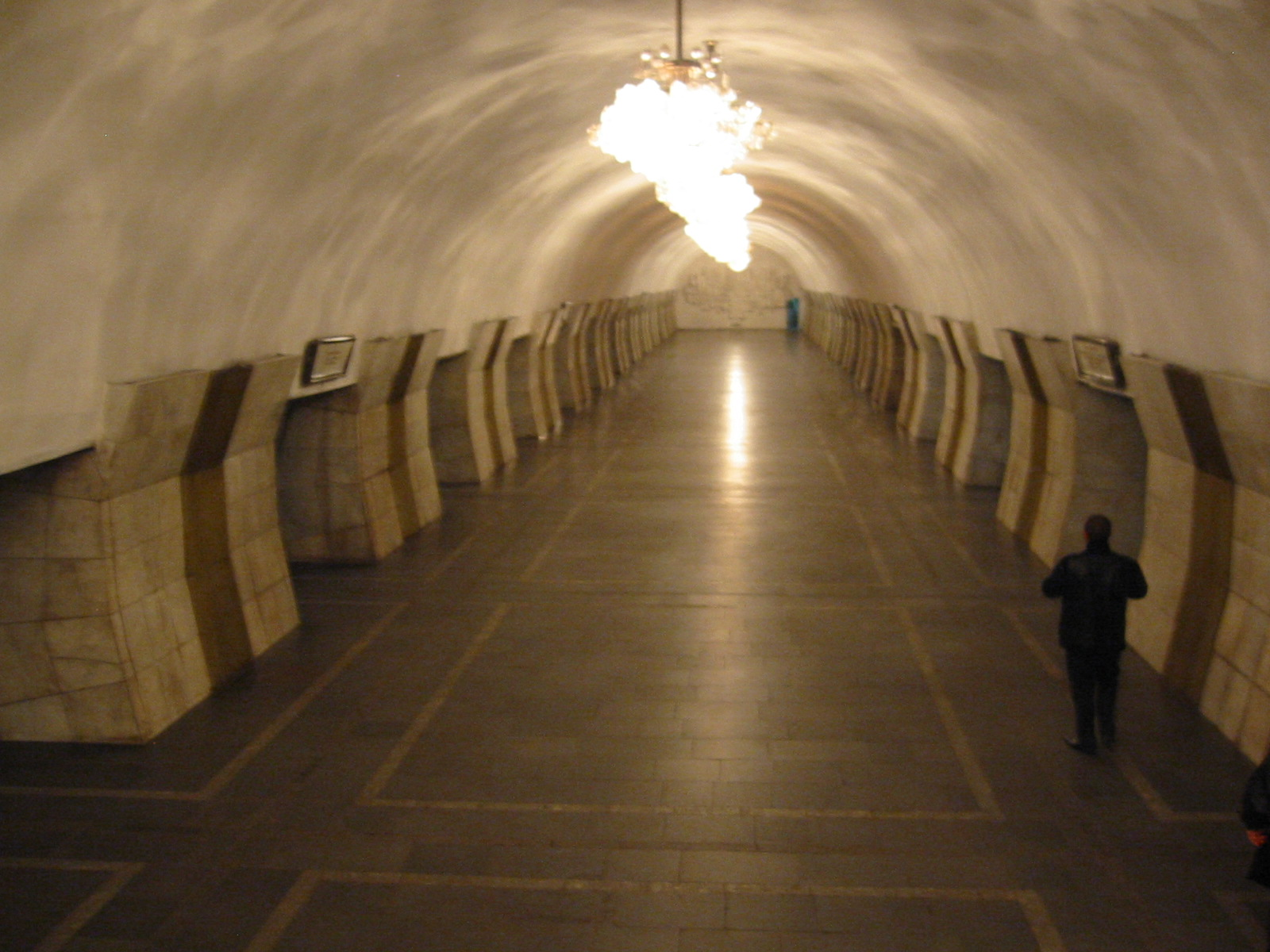
Wnętrze stacji